# Lázi
Lázi là một thị trấn thuộc hạt Győr-Moson-Sopron, Hungary. Thị trấn này có diện tích 16,79 km², dân số năm 2010 là 572 người, mật độ 34 người/km².